# Obedišće Ježevsko
Obedišće Ježevsko es una localidad de Croacia situada en el municipio de Rugvica, en el condado de Zagreb. Según el censo de 2021, tiene una población de 100 habitantes.